# Luca Sterbini
Luca Sterbini (né le 12 novembre 1992 à Palestrina) est un coureur cycliste italien, professionnel en 2015 et 2016. Son frère Simone est également coureur cycliste.

## Biographie
Après un stage en 2013 chez Vini Fantini-Selle Italia, il signe un contrat professionnel pour deux saisons avec Bardiani CSF en 2015.
Faute de contrat, il met un terme à sa carrière à l'issue de la saison 2016.

## Palmarès
- 2008[1]
  - 2e du championnat d'Italie du contre-la-montre cadets
- 2010
  -  Champion d'Italie du contre-la-montre juniors
- 2013
  - 3e du championnat d'Italie du contre-la-montre espoirs
- 2014
  - Florence-Empoli
  - Trofeo MP Filtri
  - Milan-Rapallo
  - 2e du Trophée Matteotti espoirs
  - 2e du Giro della Pesca e Nettarina
  - 3e du Trophée Rigoberto Lamonica

## Classements mondiaux
| Année           | 2014 |
| --------------- | ---- |
| UCI Europe Tour | 982e |